# Yoshiaki Fujiwara
Yoshiaki Fujiwara (藤原 喜明 Fujiwara Yoshiaki?) (27 de abril de 1949) es un luchador profesional y actor japonés. Es famoso por su larga carrera, habiendo trabajado en promociones como New Japan Pro-Wrestling y Universal Wrestling Federation, y es considerado uno de los pioneros del shoot wrestling, contribuyendo en gran medida a su creación y entrenando a innumerables practicantes de este estilo.

## Carrera
Yoshiaki compitió en judo durante su escuela, y llegó a ser uno de los mejores de su generación. No fue hasta después de graduarse y tener algunos trabajos que fue acogido en el dōjō de New Japan Pro-Wrestling para instruirse en la lucha libre profesional.

### New Japan Pro-Wrestling (1972-1984)
Tras debutar en 1972 en New Japan Pro-Wrestling como el primer graduado de su dōjō, Fujiwara pasó doce años allí. Gracias a sus conocimientos de judo y su entrenamiento adicional en catch wrestling de parte de Karl Gotch, su estilo de lucha a base de sumisiones era altamente efectivo, y Fujiwara mismo era tenido por uno de los competidores más legítimamente duros en la lucha, hasta el punto de ser asignado como guardaespaldas de Antonio Inoki en sus viajes. Sin embargo, a pesar de su capacidad, Yoshiaki no tenía tanto carisma como otros miembros de la empresa, y permaneció largo tiempo en la parte baja del plantel de NJPW. Esto cambió por fin en 1984, cuando Fujiwara atacó brutalmente a Riki Choshu antes de un combate entre ambos y entró en una rivalidad con él y con su facción Ishi Gundan, ganando una gran popularidad.
La carrera de Yoshiaki en NJPW duró en 1984: después de que la empresa sufriera importantes pérdidas económicas, Fujiwara siguió a sus aprendices, entre ellos Akira Maeda y Nobuhiko Takada, a la recién creada Universal Wrestling Federation. Este grupo de estudiantes buscaba una nueva aproximación, más realista, de la lucha libre.

### Universal Wrestling Federation (1984-1985)
En 1984, Fujiwara y los demás debutaron en Universal Wrestling Federation, empresa que haría realidad sus sueños de desarrollar un estilo realista, que fue denominado shoot-style. Yoshiaki se volvió una de sus principales estrellas, y lideró al resto de sus miembros en sus constantes pruebas de su estilo contra luchadores de otras disciplinas reales, especialmente kárate; los integrantes de UWF clamaban ser los mejores, y cuando los karatekas acudían a comprobarlo en enfrentamientos de artes marciales, Fujiwara les derrotaba a todos. La promoción llevó un curso importante, hasta que un año después, una riña entre dos de sus miembros más importantes, Akira Maeda y Satoru Sayama, provocó su disuolución.

### Retorno a New Japan Pro-Wrestling (1985-1989)
Tras la caída de UWF, Fujiwara y sus miembros volvieron a New Japan Pro-Wrestling, protagonizando una (kayfabe) invasión de la compañía. Fujiwara retuvo su estatus de estrella y derrotó a Akira Maeda, quien se había erigido en líder simbólico de los invasores, para ganar el derecho de ser el representativo de UWF que se enfrentase a Antonio Inoki. Fujiwara combatió contra él, pero fue derrotado. A pesar de ello, Inoki y él formaron una alianza, y ganaron la Japan Cup Tag Team League al vencer en la final a Akira Maeda & Osamu Kido.
En 1987, Riki Choshu y sus aliados de Japan Pro Wrestling volvieron también a NJPW y crearon su propia invasión, reclutando a varios de los antiguos miembros de UWF para disputar el liderazgo a Inoki. Fujiwara, sin embargo, se mantuvo leal a él y formó equipo con Inoki, Seiji Sakaguchi y Masa Saito para oponerse a Choshu, a quien se habían unido los aprendies de Yoshiaki, Akira Maeda y Nobuhiko Takada. En septiembre del mismo año, Fujiwara y otro estudiante, Kazuo Yamazaki, derrotaron a Maeda y Takada para ganar el IWGP Tag Team Championship. Los dos retuvieron el título hasta 1988, año en que lo perdieron ante otros dos miembros del grupo de Choshu, Kengo Kimura & Tatsumi Fujinami. Después de algunos intentos infructuosos de recuperarlo, Fujiwara competiría contra el kickboxer Don Nakaya Nielsen en una "Different Style Fight", siendo vencido en la quinta ronda.
En marzo de 1989, Fujiwara abandonó New Japan para unirse a la recién formada UWF Newborn.

### UWF Newborn (1989-1990)
Al reabrirse Universal Wrestling Federation bajo el nombre de UWF Newborn, Fujiwara consiguió el permiso de Inoki para unirse a ellos al lado de sus dos pupilos más recientes, Masakatsu Funaki y Minoru Suzuki. La nueva empresa fue un éxito inmediato, y los tres recibieron grandes dosis de fama. UWF Newborn continuaba con la tradición de las luchas realistas, y debido a ello Fujiwara se enfrentó a Dick Vrij en otro "Different Style Fight", ganando esta vez. Fujiwara continuó luchando allí el resto del año, hasta que la promoción se desintegró por nuevas diferencias entre sus miembros.

### Pro Wrestling Fujiwara Gumi (1990-1995)
Yoshiaki y sus adláteres fundaron Pro Wrestling Fujiwara Gumi, una nueva empresa de shoot-style que duró hasta 1995.

## En lucha
- Movimientos finales
  - Fujiwara armbar[1][2][3] - innovado
  - Heel hook[5]

- Movimientos de firma
  - Ankle lock[5]
  - Arm triangle choke
  - Atomic drop
  - Cross armbar
  - Dragon screw
  - Gory special[1]
  - Grounded headlock
  - Headbutt,[2][3] a veces desde una posición elevada[1]
  - Kimura lock
  - Kneebar[5]
  - Northern lights suplex
  - Sitout belly to back piledriver
  - Swinging neckbreaker[1]
  - Triangle choke

## Campeonatos y logros
- Dramatic Dream Team
  - DDT Ironman Heavymetalweight Championship (1 vez)

- Frontier Martial-Arts Wrestling
  - FMW Brass Knuckles Tag Team Championship (1 vez) – con Daisuke Ikeda

- New Japan Pro-Wrestling
  - IWGP Tag Team Championship (1 vez) – con Kazuo Yamazaki
  - Karl Gotch Cup (1975)
  - Japan Cup Tag League (1986) – con Antonio Inoki

- Pro Wrestling Fujiwara Gumi
  - Fujiwara Gumi Heavyweight Championship (1 vez)

- Pro Wrestling ZERO-ONE
  - NWA Intercontinental Tag Team Championship (1 vez) – con Shinya Hashimoto

- Universal Wrestling Federation
  - Kakuto Prospect Tournament (1985)

- Tokyo Sports Grand Prix
  - Premio técnico (1989)
  - Premio al esfuerzo (1975)
  - Premio al esfuerzo (1982)
  - Espíritu de lucha (1987)

## Filmografía
| Título                    | Papel         | Año  |
| Toryu-den                 | Entrenador    | 1995 |
| Roppongi Soldier          | Sabu          | 1995 |
| Zero Woman: Kesenai Kioku | Yamamoto      | 1995 |
| Gohatto                   | Samurai       | 1999 |
| A! Ikkenya Puroresu       | Amigo de Kota | 2004 |
| Koshu Prison              | Presidiario   | 2005 |
| Muhito                    | Luchador      | 2005 |